# Дуранте, Леонард Антонинович
Леонард Антонинович Дуранте (род. Феодосия) — феодосийский общественный и земский деятель, городской голова в 1895—1906 годах.

## Биография
Принадлежал к одной из старейших и влиятельнейших феодосийских купеческих фамилий. Она была основана генуэзцем Фердинандом Дуранте в начале XIX века. Представители семьи неоднократно избирались на должность городского головы и занимали другие ответственные посты в городском самоуправлении. За заслуги семьи в 1860 годах XIX века присвоено звание Потомственных почётных граждан, одна из улиц города была названа Дурантевской. Владели домами на Католической, Итальянской, Виноградовской и Генуэзской улицах, а так же 15 000 десятин земли на Керченском полуострове. Основное занятие — вывозная торговля хлебом. Память о них сохранилась в топонимах. Известна Дурантовская балка под Феодосией, где находилось имение Дуранте. Несуществующее ныне село Причальное до 1948 года именовалось Дуранте-пристань.
Л. А. Дуранте с 1884 года избирался гласным феодосийской городской думы. С 1886 года почётный мировой судья. С 1887 года гласный Земского собрания. Феодосийский городской голова с 31 октября 1895 года. С 1898 года почётный мировой судья Феодосийского уезда. С 1902 года коллежский асессор. По состоянию на 1902 год имел недвижимость в Феодосии: дом — 100 р., половинная часть участка земли в количестве 1740 кв. сажень — 250 р., двухэтажный дом с постройками — 6000 р., двухэтажное строение (казармы) — 1800 р. Владел автомобилем.
Во время революции 1905—1907 годов 22 июня 1905 года в ходе восстания на броненосце «Князь Потёмкин-Таврический», он, будучи отрезанным от базы лояльными силами флота, нуждался в угле, воде и провизии. В 6 часов утра броненосец «Потёмкин» и миноносец № 267 прибыли на рейд Феодосии. В 8 часов утра на броненосце были подняты флаги расцвечивания и специально изготовленный транспарант, представляющий собой фанерный щит, раскрашенный красной краской, на котором с двух сторон белой краской были нанесены следующие надписи: «Свобода, равенство и братство» и «Да здравствует народное правление». Катер с броненосца доставил в порт приказание городским властям Феодосии немедленно явиться на борт корабля. Исполняя приказание восставших, в 9 часов утра на борт броненосца прибыли городской голова Феодосии Л. А. Дуранте, гласный городской думы С. С. Крым, врач С. К. Муралевич. Судовая комиссия вручила прибывшим один экземпляр воззвания «Ко всему цивилизованному миру» «для немедленного его объявления на публичном заседании городской думы» и потребовала под угрозой обстрела города доставить на броненосец провизию, воду и уголь. Несмотря на запрет военных властей, городские власти, опасаясь артиллерийского обстрела города, приняли решение доставить на броненосец провизию. К 4 часам пополудни портовым судном «Запорожец» на «Потёмкин» было доставлено: четыре живых быка, 200 пудов муки, 40 пудов хлеба, 40 пудов мяса, 30 пудов капусты, 30 вёдер вина. В доставке угля и воды было отказано ввиду строгого запрета начальника гарнизона Феодосии генерала Ф. С. Плешкова.
В 1909 году Дуранте необязательный тюремный директор. В 1917 году вновь гласный Феодосийского Уездного Земского Собрания.
За годы деятельности Дуранте уездный город Феодосия существенно улучшил благоустройство и инфраструктуру. Были устроены городские купальни, построено новое здание городских присутственных мест, гранитные мостовые, обустроен городской Лазаревский сквер, в 1896 году открыт памятник императору Александру III году в Феодосии на средства, собранные при участии Ивана Айвазовского. Бронзовую фигуру императора создал одесский профессор Роберт Бах. Памятник был брошен с пьедестала в 1917 году.

## Семья
Отец — Антонин Леонардович Дуранте (Antonio Durante) (1818—1899) — феодосийский купец, в 1860—1863 годах городской голова Феодосии.
Братья и сёстры:
- Густав Антонинович Дуранте — член Городского управления (1873). Купец 1 гильдии.
- Эмилия Антониновна
- Карл Антонинович Дуранте — статский советник, землевладелец.
- Софья Антониновна
- Мария Антониновна
- Христиана Антониновна